# Andeliga Sånger och Tillfällighets-Verser
Andeliga Sånger och Tillfällighets-Verser är en postumt utgiven psalmsångsamling av prästen Lars Linderot. Den gavs ut första gången 1815,  fyra år efter hans död 1811. År 1829 utgavs en andra upplaga, som tryckte i Göteborg. Sångsamlingen består av 67 respektive 68 texter då det i 1829 års upplaga gjordes ett tillägg av psalmen O Gud! Du menniskoälskare som skulle sjungar till samma melodi som psalm nr 309 i 1695 års psalmbok. En av titlarna omnämns i Innehållsförteckningen som "Förbättring af Psalmen N:o 205 i Swenska Psalmboken", vilket i sammanhanget avsåg 1695 års psalmbok och psalmen En riker man, wäldiger han. I Linderots version lyder den första versen:
Hör, Konungen
I himmelen
En nattward har tillagat
I sinom Son,
Osz till förmon;
Hans hjerta så behagat,
Och att han wäl,
Bju'r hwarje själ,
Det kärleken uppdagat.